# Nikolaï Gedroits
Nikolaï Antonovitch Gedroits (en russe : Николай Антонович Гедройц), né le 1er mai 1853 et mort le 31 janvier 1933, était un artiste, philanthrope, personnalité publique, initiateur et fondateur du musée d’art V.V. Verechtchaguine de Mykolaïv (Ukraine).

## Biographie
Nikolaï Gedroits était issu d’une ancienne famille de princes lituano-polonais. Le clan Gedroits (Gedroitsky) était approuvé dans la liste princière de l’Empire russe avec son inclusion dans la partie V des livres de généalogie des provinces de Vilna, Tver et Novgorod.
Diplômé de l'Académie d’Art de Saint-Pétersbourg, Nikolaï Gedroits possédait une importante collection de peintures de grande valeur. En 1918, il s'installa à Kharkiv dans l’actuelle Ukraine. Mécène, il fournit un soutien moral et financier à de nombreux artistes talentueux et au Musée d'art de Kherson.
Parmi les amis de Nikolaï Gedroits, on pouvait compter des artistes peintres de renom tels que Iouri Repine, Vassili Verechtchaguine, Nikolaï Samokish, Lev Antokolsky, Arkhip Kouïndji, Viktor Vasnetsov, Konstantin Trutovsky, D.M. Levashov, A.I. Komashka, Vassili Mate (éditeur des dessins de Taras Chevtchenko, publié en 1911-1914), Nikolaï Gay, Alexander Kurennoy, des sculpteurs comme Mark Antokolski, Ilya Guinzbourg, et à Kharkiv, l’ architecte A.E. Efremov, le directeur de l'école d'art de Kharkiv : Alexandre Lioubimov, le directeur de l'académie Stroganov : N.V. Globa, ou encore l’historien Dmytro Yavornytsky.

## Mémoire
- Un buste ainsi qu’une plaque commémorative[2] se trouvent au musée d’art V.V. Verechtchaguine de Mykolaïv en l’honneur de Nikolaï Antonovitch Gedroits.
- En juin 2007, une plaque commémorative[3] en l’honneur de Nikolaï Antonovitch Gedroits a été inaugurée dans le bâtiment de l'académie ukrainienne d'ingénierie et de pédagogie de Kharkiv.